# L'Information géographique
Pour les articles homonymes, voir Information géographique.
L'Information géographique est une revue de géographie française fondée en 1936 par André Cholley, puis dirigée par Jacqueline Beaujeu-Garnier.
L'Information géographique est une revue généraliste qui aborde tous les thèmes liés à la géographie. L'une de ses originalités est de contribuer à la réflexion sur l’enseignement de la géographie en proposant des mises au point rédigées par des universitaires et des chercheurs.